# Firefox AK
Andrea Kellerman, född Sparding 25 oktober 1979, är en svensk musiker känd under artistnamnet Firefox AK. Hon spelar gitarr, men hennes låtar kännetecknas av syntinfluenser.

## Karriär
Kellerman är uppvuxen i Nyköping. 
Firefox AK har släppt tre album: Madame, Madame!, If I Were a Melody och Color the Trees. Hon har också gjort en duett med Hello Saferide ("Long Lost Penpal") och två duetter med Tiger Lou ("The Draft" och "Winter Rose").
Hon kallade sig från början bara Firefox men bytte sedan till Firefox AK. AK är hennes initialer.
2005 och 2006 spelade hon på både Arvikafestivalen och Hultsfredsfestivalen samt i bland annat Tyskland. 2007 spelade hon i Tyskland, Brittiska öarna och den 16 mars i Barcelona.
Firefox AK var tidigare gift med Rasmus Kellerman, känd som Tiger Lou. De spelar tillsammans i punkduon Las Puertas.

## Diskografi

### EP-skivor
- 2005 – What's That Sound på Razzia records

### Album
- 2006 – Madame, Madame! på Razzia records
- 2008 – If I Were a Melody på Razzia records
- 2011 – Color the Trees på Razzia records

### Singlar
- 2005 – Who Can Act på Razzia records
- 2006 – Love to Run
- 2006 – Madame, Madame! på Razzia records
- 2006 – The Draft feat. Tiger Lou på Razzia records
- 2008 - Winter Rose feat. Tiger Lou
- 2011 – Boom, Boom, Boom på Razzia records